# Ritratto di Jean Cocteau
Ritratto di Jean Cocteau è un dipinto a olio su tela (100 x81 cm) realizzato nel 1916 dal pittore italiano Amedeo Modigliani.
Si trova presso la Princeton University Art Museum, il museo dedicato all'arte dell'Università di Princeton, nel New Jersey. È il ritratto dello scrittore francese Jean Cocteau.